# Pałac Rheinsberg
Pałac Rheinsberg (niem. Schloss Rheinsberg) – pałac nad brzegiem jeziora Grienericksee, w latach 1736–1740 rezydencja następcy tronu pruskiego i późniejszego króla Fryderyka II, w latach 1752–1802 rezydencja księcia Henryka Pruskiego.

## Historia
Pałac wzniesiono w 1566 na fundamentach wcześniejszej, średniowiecznej warowni. Uszkodzony został podczas wojny trzydziestoletniej. W 1733 został zakupiony przez pruskiego króla Fryderyka Wilhelma I i został rozbudowany przez architekta Georga Wenzeslausa von Knobelsdorffa w stylu rokokowym. Od 1736 służył jako rezydencja następcy pruskiego tronu, Fryderyka. Mieszkał on w Rheinsbergu do momentu wstąpienia na tron w 1740. W 1744 podarował on pałac swojemu bratu, Henrykowi, lecz ten zamieszkał w nim dopiero w 1752. W 1763 Henryk rozpoczął przebudowę pałacu, zakładając teatr i przekształcając stajnie w publiczną bibliotekę. Powiększył on teren posiadłości do ponad 300 hektarów. Zmarł w 1802.
W latach 1953–1990 w pałacu mieściło się sanatorium dla diabetyków. 27 kwietnia 1991 otwarto w nim muzeum literatury Kurta Tucholskiego.

### Teatr pałacowy
W 1774 Karl Wilhelm Hennert na zlecenie Henryka Pruskiego wzniósł w parku pałacowym budynek teatru muzycznego, zwanego Komödienhaus. Po śmierci Henryka w 1802 teatr zakończył działalność i zaczął popadać w ruinę. Podczas działań wojennych, 29 kwietnia 1945, budynek teatru został trafiony pociskiem, w wyniku czego został w dużej mierze zniszczony. W 1990 Siegfried Matthus założył operę kameralną Schloss Rheinsberg. W 1991 założono Akademię Muzyczną z siedzibą w Kavalierhaus. Dyrektorem akademii została Ulrike Liedtke. W 1994 rozpoczęto odbudowę budynku teatru, pracami kierował architekt Gottfried Hein. Teatr otwarto 30 grudnia 1999. W 2014 opera kameralna i Akademia Muzyczna połączyły się tworząc Musikkultur Rheinsberg gGmbH.

## Architektura
Pałac łączy cechy rokoka i wczesnego klasycyzmu. Jedną z głównych sal pałacowych jest rokokowa sala lustrzana (niem. Spiegelsaal), znana również jako wielka sala (niem. Großer Saal). Zajmuje całą szerokość skrzydła, zdobi ją złocona sztukateria. Pałac otoczony jest wczesnoklasycystycznym ogrodem, na terenie którego znajduje się obelisk rheinsberski – wzniesiony w latach 90. XVIII wieku pomnik bohaterów wojny siedmioletniej.

## Galeria

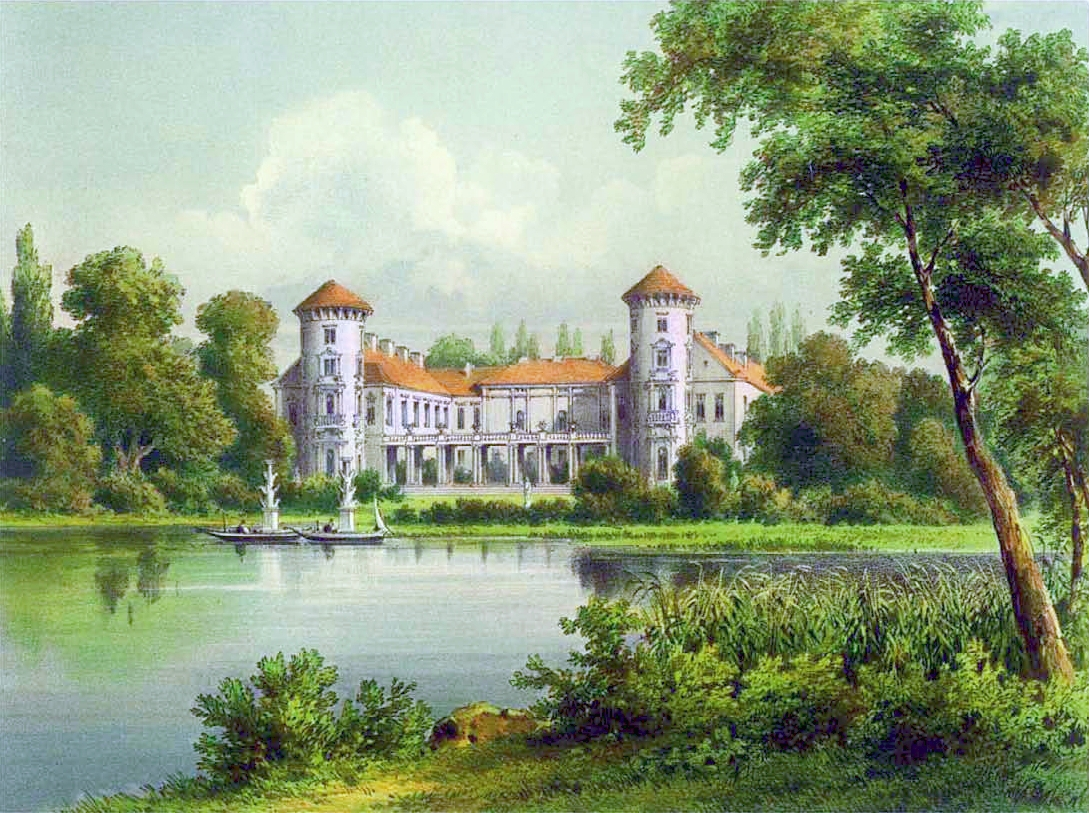
Pałac w XIX wieku
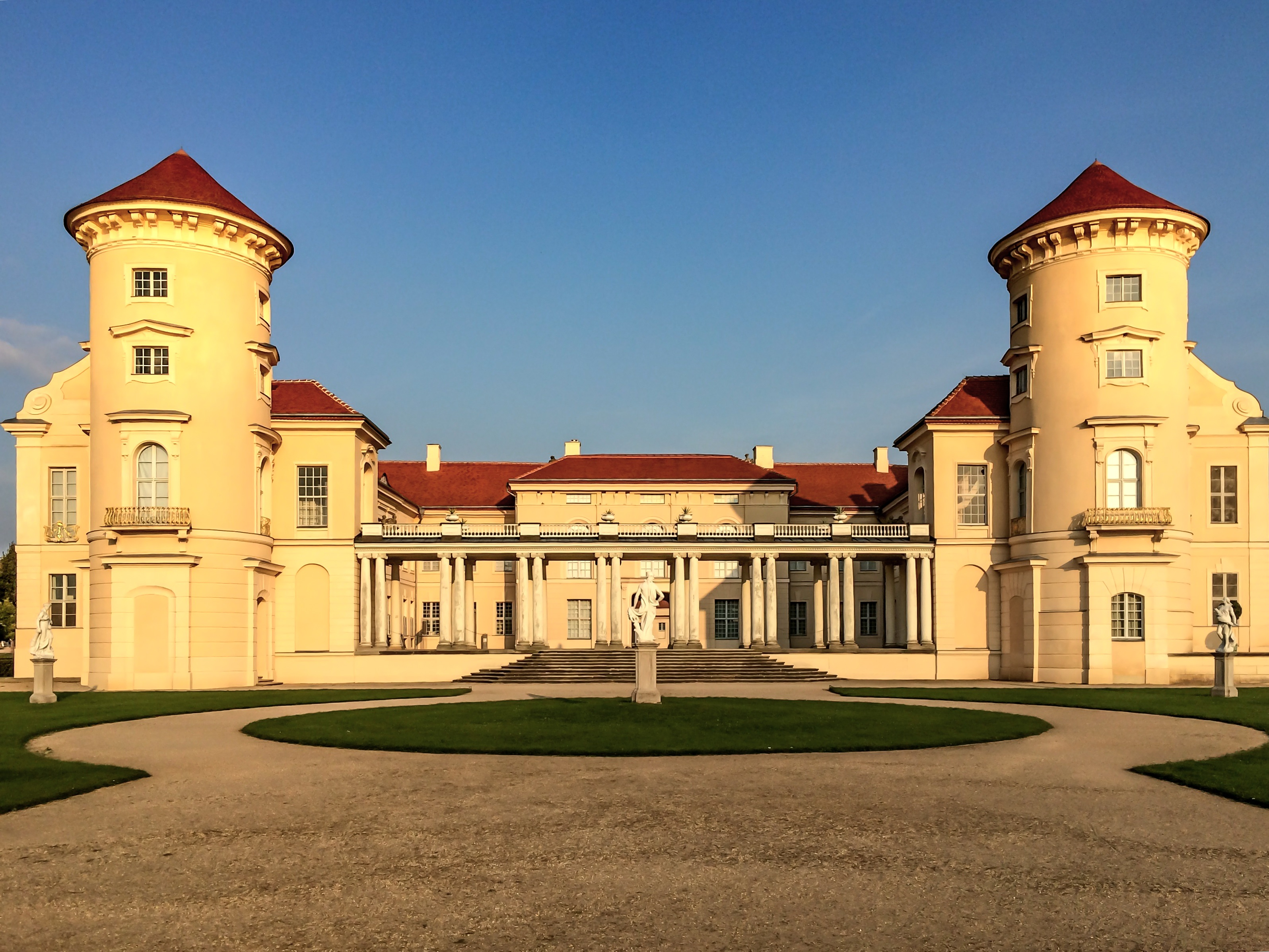
Widok z zachodu, widoczny dziedziniec
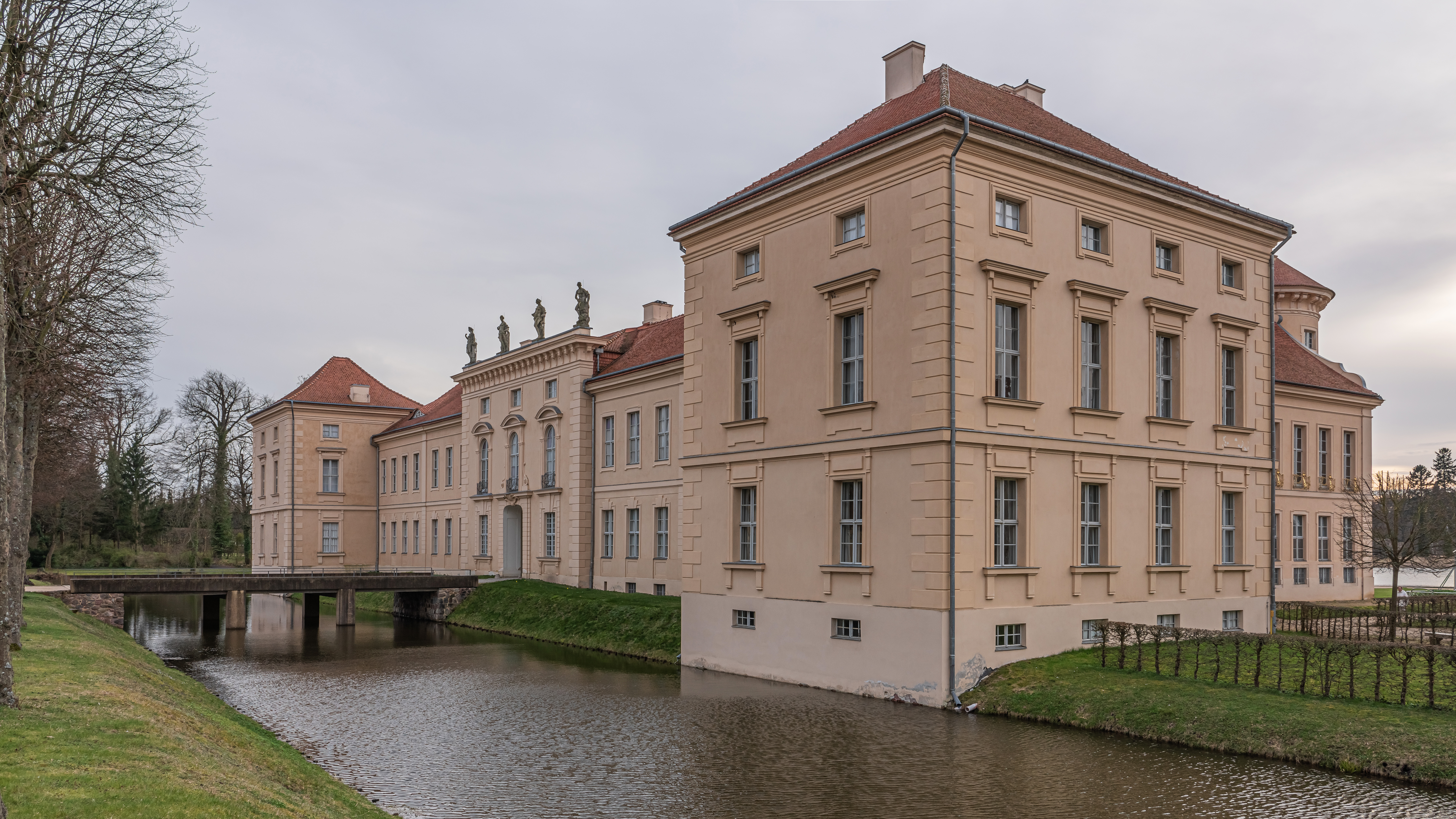
Wschodnia elewacja
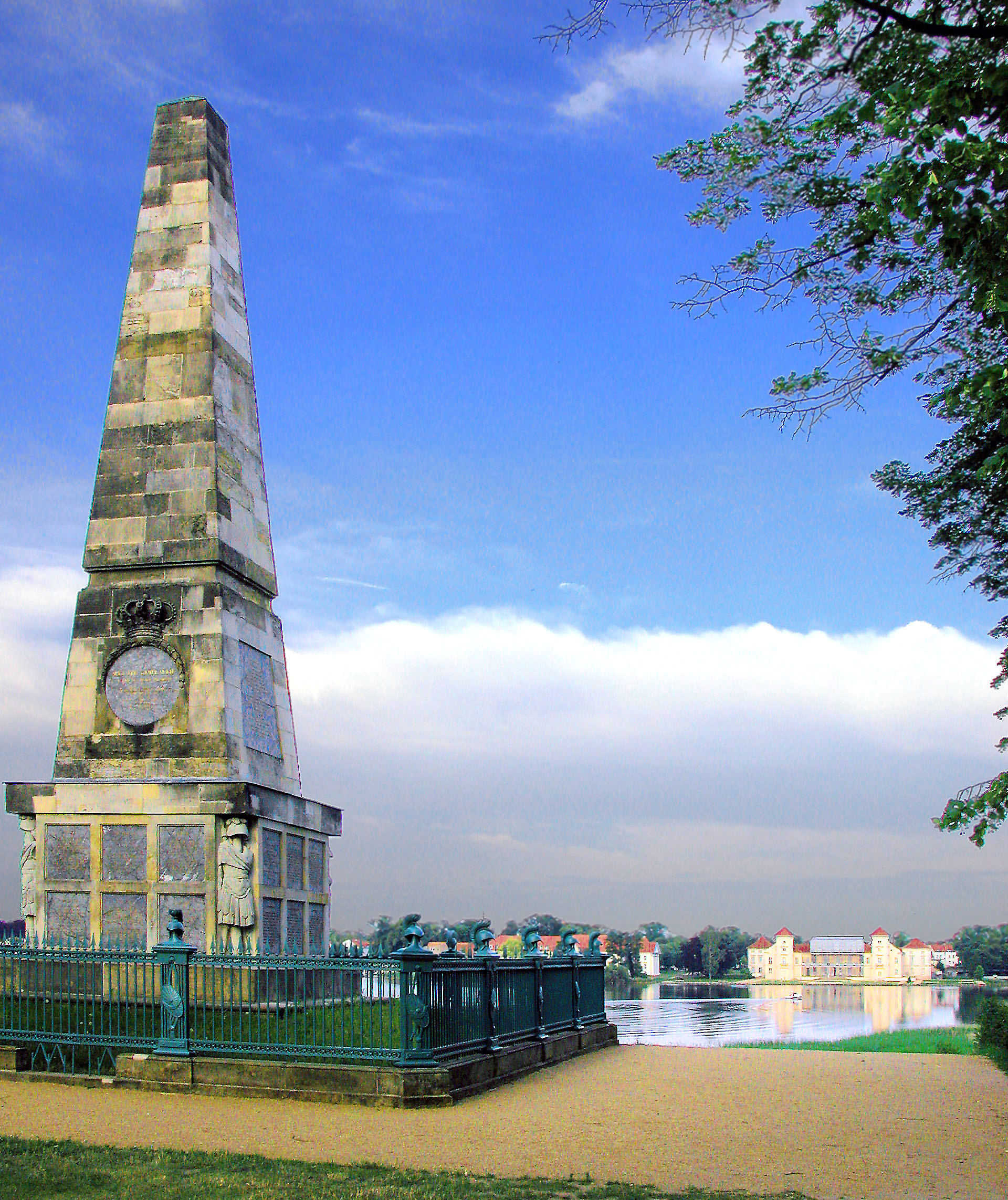
Obelisk rheinsberski